# Église épiscopalienne des États-Unis
Pour le système chrétien de gouvernance par les évêques, voir Système épiscopal.
L'Église épiscopalienne des États-Unis, dont les noms officiels en anglais sont The Episcopal Church et Protestant Episcopal Church in the United States of America, est l'Église membre de la Communion anglicane basée aux États-Unis. Elle est divisée en neuf provinces (en) et a des diocèses aux États-Unis, à Taïwan, en Micronésie, dans les Caraïbes, en Amérique centrale et en Amérique du Sud. Elle comprend également la convocation des Églises épiscopales en Europe. En 2022, l'Église épiscopalienne comptait 1 584 785 membres baptisés dont 1 432 082 étaient aux États-Unis. En 2011, elle était la 14e plus grande dénomination aux États-Unis.
L'Église a été fondée en 1789 après la révolution américaine en se séparant de l'Église d'Angleterre dont le clergé doit prêter serment d'allégeance au monarque britannique en tant que gouverneur suprême de l'Église d'Angleterre.
Le siège de l'Église est à New York, mais son primat officie dans la cathédrale nationale de Washington. Les conventions générales ne sont pas, elles, rattachées à un endroit précis. L'évêque président (en) actuel est Sean Rowe (en) depuis le 2 avril 2024.

## Histoire

### Époque coloniale

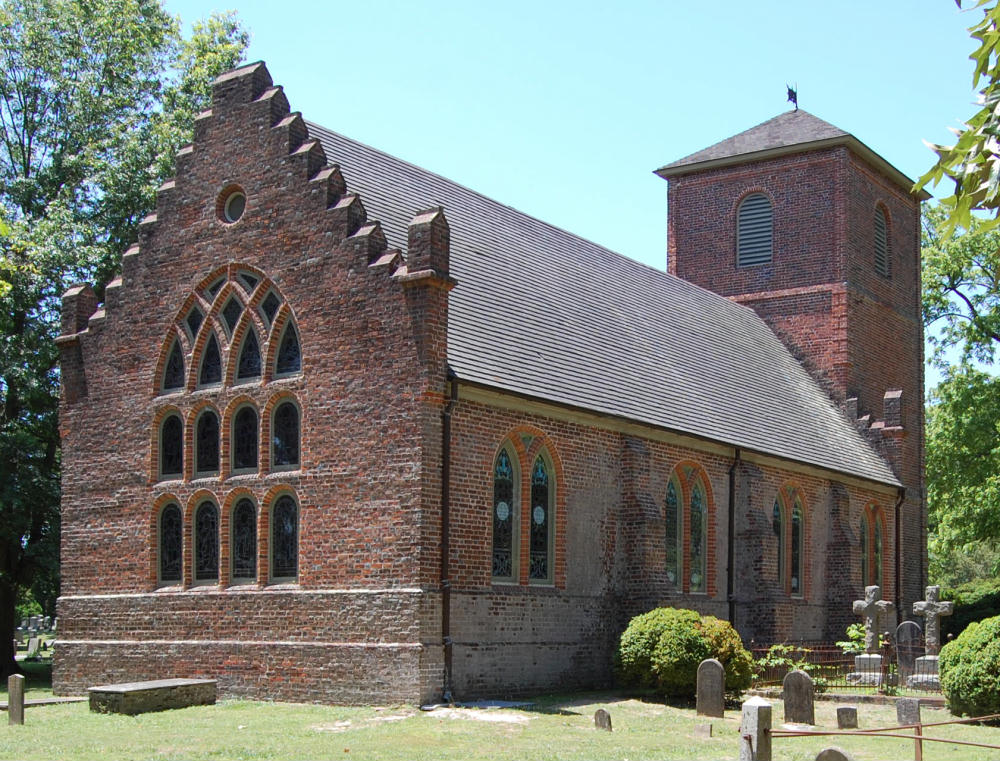
L', construite au XVIIe siècle, est la plus vieille église anglicane ayant survécu largement intacte en Amérique du Nord.

Les origines de l'Église épiscopalienne sont l'Église d'Angleterre dans les colonies américaines. Ainsi, l'Église épiscopalienne des États-Unis insiste sur le fait qu'elle est une continuité de l'Église primitive occidentale et réclame avoir maintenu la succession apostolique bien que les Églises catholique et orthodoxes ne le reconnaissent pas.
La première paroisse fondée est celle de Jamestown en Virginie en 1607. Bien qu'il n'y avait pas d'évêque américain à l'époque coloniale, l'Église d'Angleterre avait un statut officiel dans plusieurs colonies. En effet, celle-ci fut désignée en tant qu'Église établie en Virginie en 1609, à New York en 1693, au Maryland en 1702, en Caroline du Sud en 1706, en Caroline du Nord en 1730 et en Géorgie en 1758,.
L'Église coloniale ne parvint pourtant jamais à contrôler l'ensemble de la population des colonies. La situation de cette Église était d'ailleurs très différente dans chaque État. Cependant, en Amérique comme en Angleterre, tous ceux qui n'appartenaient pas à l'Église officielle étaient considérés comme des dissidents (dissenters) hors de la vraie foi. Les anglicans soulignaient l'importance de ces liens « organiques » entre l'État et l'Église comme justification de leur foi face aux différentes Églises puritaines et à l'Église catholique romaine.
Dans l'atmosphère religieuse américaine, l'anglicanisme avait pour particularité d'affirmer à la fois une théologie protestante, affirmant l'importance de la Bible, et une organisation qui conservait le principe de l'épiscopat, de la succession apostolique (comme lien spirituel avec l'église primitive) et une liturgie ritualiste. Elle était avant tout la religion des officiels de l'Empire britannique et celle des classes les plus aisées des colons. Elle comptait cependant des pratiquants dans toutes les classes de la société.
Elle développa également un travail de mission auprès des Amérindiens et des esclaves noirs, avec des résultats inégaux.
En dehors de la Nouvelle-Angleterre, l'Église anglicane prédominait officiellement comme religion établie, mais dans bien des États cette domination était purement nominale.
Le problème qui se posait avec le plus d'acuité à l'Église tout au long de la période coloniale fut sa faiblesse organisationnelle. Officiellement l'évêque de Londres devait administrer directement les congrégations des colonies, dans la mesure où aucun évêque n'était présent sur le sol américain. Mais dans une institution religieuse très hiérarchisée les conséquences de cette absence se révélèrent désastreuses pour son administration. L'importance de la succession apostolique obligeait les futurs membres du clergé à traverser l'océan pour être ordonnés, imposant d'énormes contraintes sur l'Église. Ainsi, d'une manière générale, les paroisses étaient trop grandes et les membres du clergé trop peu nombreux.
Cette faiblesse de l'église et de son clergé s'accentue encore pendant le grand réveil (Great Awakening) entre 1730 et 1760. Le grand réveil est un mouvement religieux qui traverse les colonies et se manifeste par des réunions religieuses, des prêches informels et qui mettent en avant la dimension émotionnelle de la foi. Cet « enthousiasme » aboutit à l’affaiblissement des Églises institutionnelles et en particulier de l'Église anglicane, même si son pasteur itinérant le plus fameux, George Whitefield, était un anglican.
L'Église demeure cependant une institution influente dans les colonies jusqu'à l'indépendance. Elle possède un important patrimoine, elle entretient des relations privilégiées avec les structures politiques, enfin elle est la religion d'une part importante des classes privilégiées. À la veille de la révolution elle est encore la troisième organisation religieuse derrière les presbytériens et les congrégationalistes.

### Époque révolutionnaire
La révolution fut un événement décisif dans l'histoire de l'Église épiscopalienne. Selon Peter Williams, « l'impact de la révolution et de l'indépendance fut traumatique ».
L'Église coloniale se divisa fortement lors de la guerre d'indépendance. Ses liens directs avec la couronne britannique, en tant qu'église d'État, lui valurent de fortes critiques au sein du mouvement révolutionnaire, bien que George Washington, James Madison et Thomas Jefferson étaient anglicans. Comme de fait, près de la moitié des signataires de la Déclaration d'indépendance.
Cette hostilité fut accentuée du fait qu'une majorité du clergé se montra loyale envers le roi d'Angleterre. L'église prêchait de manière traditionnelle l'obéissance au roi et était ainsi un point d'appui idéologique au mouvement loyaliste. Lors de chaque service religieux, une prière était adressée en l'honneur du roi et des autorités. « Mon devoir est d'honorer et d'obéir au roi et à tous ceux qui tiennent leur autorité de lui ; de me soumettre à tous mes gouverneurs, enseignants, pasteurs et maîtres ; de tenir mon rang avec déférence et révérence devant tous mes supérieurs. »
La philosophie politique de cette prière soulignait l'importance de l'obéissance et d'une société hiérarchique et aristocratique. L'union de l'Église et de l'État était constitutive de l'histoire et de l'idéologie de l'Église d'Angleterre. La monarchie était d'origine divine. L'obéissance incarnait la soumission à une institution sacrée. Le lien entre l'Église et l'État n'était pas une simple possibilité politique mais une nécessité divine.
L'Église perdit la majeure partie de son clergé, ses lieux de culte tombèrent en ruine et sa réputation se ternit.

### Naissance de l'Église épiscopalienne

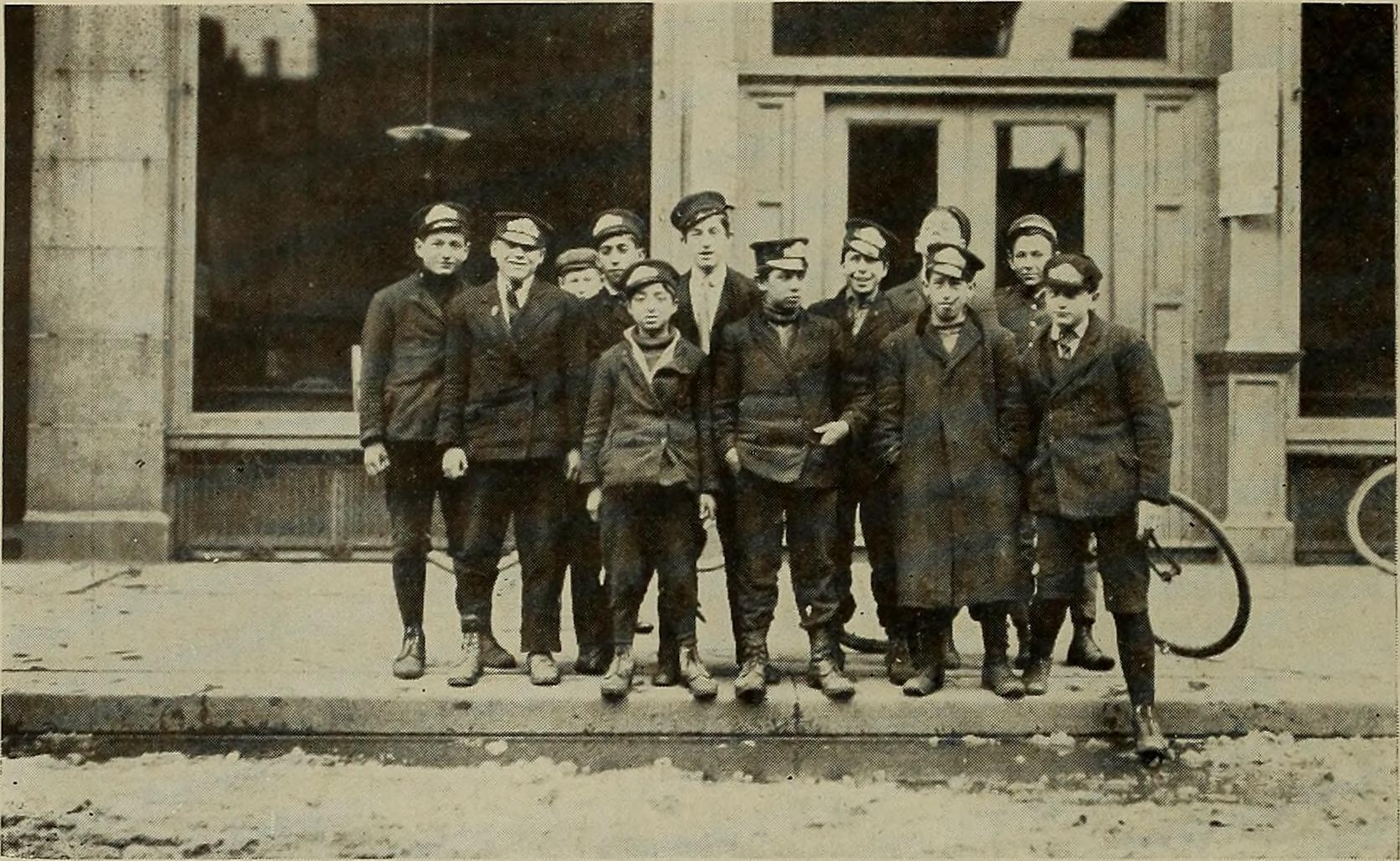
Américains nés à l'étranger et leurs enfants devant l'Église épiscopalienne, 1921.

La fin de la guerre et l'indépendance des anciennes colonies exigent une nouvelle organisation de l'Église qui doit défaire ses liens institutionnels avec la couronne et repenser son rôle d'Église indépendante et autonome dans un pays où le pluralisme religieux est reconnu implicitement par la constitution qui interdit la position dominante d'une Église comme Église d'État.
En août 1782, le recteur de Philadelphie, William White, publie une brochure, The Case of the Episcopal Churches in the United States Considered. Elle propose une réorganisation de l'Église qui deviendra la structure de l'Église épiscopalienne des États-Unis. Elle prévoit également la nomination provisoire de ministres du culte qui n'auront pas été préalablement ordonnés « pour prêcher et administrer les sacrements ».
Au sein de l'Église, l'épiscopat était considéré et accepté comme une forme pratique d'organisation ecclésiastique mais, selon John Henry Newman, bien des anglicans et en particulier les évangéliques ne croyaient plus en son origine divine.
Cette rupture par rapport à l'organisation légitime de l'institution rencontra l'opposition de membre du clergé attachés à la succession apostolique comme Samuel Seabury qui fut désigné par des pasteurs anglicans du Connecticut pour partir en Angleterre se faire consacrer évêque et préserver sur le sol américain cette tradition apostolique.
Sous l'influence des propriétaires d'esclaves, l’Église épiscopalienne justifie l'esclavage aux États-Unis. Elle n'a en conséquence que très peu d'adeptes noirs au XIXe siècle.

### Histoire récente
Le 14 janvier 2016, l'Église épiscopalienne des États-Unis a été suspendue de la Communion anglicane pour une période de trois ans à la suite d'un vote lors d'une assemblée de la communion tenue à Canterbury en Angleterre ; cette suspension a été adoptée par les deux tiers des archevêques et des modérateurs réunis à la suite de la décision unilatérale prise par l'Église épiscopalienne des États-Unis d'accepter le mariage homosexuel au sein de sa confession.
L'Église n'est pas alors exclue de la communion, mais perd son droit de vote lors des réunions internationales et est rétrogradée au statut d'observatrice. Elle a le droit de participer aux discussions, à l'exception de celles concernant la doctrine ou l'organisation de la Communion anglicane,,.

## Organisation
Comme son nom l'indique, l'Église épiscopalienne des États-Unis, à l'instar des autres Églises anglicanes, est gouvernée selon le système épiscopalien avec son propre système de droit canonique (en). Cela signifie que l'Église est organisée en diocèses dirigés par un évêque.

### Découpage territorial
L'Église épiscopalienne des États-Unis est divisée en neuf provinces (en) regroupant 110 diocèses dont 100 sont situés aux États-Unis et dix en dehors du pays. De plus, l'Église comprend également la convocation des Églises épiscopaliennes en Europe.

### Instances centrales

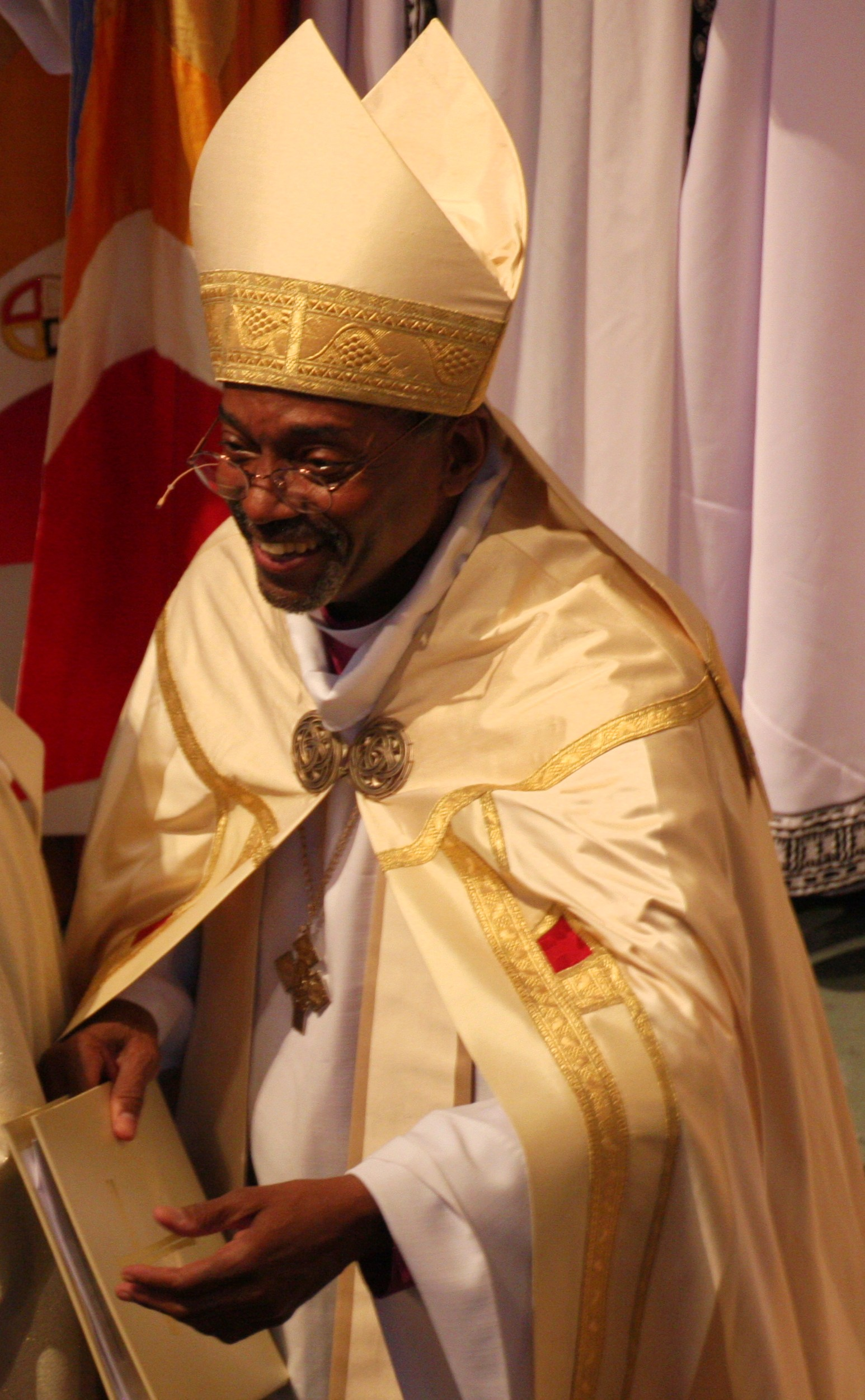
Michael Bruce Curry, a été élu évêque président en 2015

L'instance principale de gouvernement de l'Église est une convention générale qui se réunit tous les trois ans. Elle comporte deux assemblées : celle des évêques et celle des députés, qui rédigent des résolutions assez larges et des décrets plus contraignants, les canons.
Un évêque président est élu pour un mandat de neuf ans. Il joue un rôle de pasteur, de dirigeant ayant un certain pouvoir exécutif, et également de représentant de l'Église tant à l'intérieur qu'à l'extérieur de la Communion anglicane. Il porte ainsi le titre de primat. Depuis les années 1970, l'évêque élu pour occuper ce poste démissionne de son ancienne charge pastorale : il n'a plus de siège propre.
Les évêques présidents, aux pouvoirs initialement très limités, ont gagné progressivement en influence, notamment depuis qu'ils sont élus (1926), et qu'ils ont acquis une forme de juridiction extraordinaire sur l'ensemble des diocèses de l'Église dans les années 1970.

### Lieux de cultes hors des États-Unis
L'Église épiscopalienne des États-Unis comporte des lieux deux cultes en dehors des États-Unis, comme la cathédrale américaine de Paris. 

## Tensions schismatiques
Les évolutions rapides de l'Église épiscopalienne ont provoqué plusieurs vagues de contestation, avec la formation de plusieurs mouvements schismatiques.
Une première série de défections se sont produites à partir de 1976 lors de la révision du livre de la prière commune en un sens jugé libéral et de l'introduction de l'ordination des femmes. Plusieurs groupes en rupture avec l'Église épiscopalienne se sont présentés comme les vrais continuateurs de l'anglicanisme, formant le mouvement anglican continué. Ces Églises détachées de la Communion anglicane resteront assez isolées, malgré la rédaction d'une charte commune (l'Affirmation of Saint-Louis).
En 2003, de graves tensions ont éclaté entre libéraux et conservateurs après la consécration à l'épiscopat d'un évêque ouvertement homosexuel, Gene Robinson. Certaines paroisses ou diocèses de tendance conservatrice ont cherché à échapper à la tutelle de leur Église. Elles ont demandé, tout en restant dans la Communion anglicane, à rejoindre d'autres Églises d'Afrique ou d'Amérique du Sud. En effet, plusieurs leaders de ces Églises comme l'archevêque nigérian Peter Akinola, ont entrepris de peser de tout leur poids pour faire prévaloir la tendance conservatrice. Leur objectif est de constituer une structure pérenne qui puisse tenter de concurrencer l'Église épiscopalienne et l'Église anglicane du Canada, voire de les supplanter au sein de la communion anglicane. En juin 2008, lors de la conférence GAFCON de Jérusalem, les évêques conservateurs participants engagent ces groupes à constituer une nouvelle province et les primats de la communion anglicane à la reconnaître. C'est ainsi qu'en juin 2009 ces groupes de fidèles se fédèrent au sein d'une nouvelle entité, l'Anglican Church in North America (ACNA), regroupant environ 700 paroisses et 100 000 fidèles, et qui est assez composite pour ce qui est des questions de doctrine. Les premières tentatives pour faire reconnaître l'ACNA par l'archevêque de Cantorbéry n'ont pas abouti.
La défection du diocèse de Caroline du Sud en octobre 2012, porte à cinq le nombre de diocèses épiscopaliens qui ont rejeté la tutelle de leur Église,.

### Voir également
- White Anglo-Saxon Protestant (WASP, protestant blanc anglo-saxon)
- Provinces ecclésiastiques et diocèses de l'Église épiscopalienne des États-Unis (en)
- Liste des collèges et séminaires affiliés à l'Église épiscopale des États-Unis (en)
- Liste des évêques présidents de l'Église épiscopalienne des États-Unis
- Histoire de l'Église épiscopalienne des États-Unis (en)
- Convention générale de l'Église épiscopale des États-Unis d'Amérique (en)